# كويتشي هيرونو
كويتشي هيرونو (باليابانية: 広野 耕一) (16 أبريل 1980 في نارا في اليابان – )؛ هو لاعب كرة قدم ياباني سابق كان يلعب كحارس مرمى.

## وصلات خارجية
- كويتشي هيرونو على موقع رابطة كرة القدم اليابانية للمحترفين (اليابانية)
- كويتشي هيرونو على موقع قاعدة بيانات كرة القدم.إي يو (الإنجليزية)
- كويتشي هيرونو على موقع Soccerway.com (الإنجليزية)
- كويتشي هيرونو على موقع عالم كرة القدم.نت (الإنجليزية)
- كويتشي هيرونو على موقع كووورة